# 青森市からのお知らせ
『青森市からのお知らせ』（あおもりしからのおしらせ）は、青森テレビ（ATV）で毎週日曜 11:40 - 11:45（JST） に放送されていた青森市の広報番組である。
青森市内の風景を撮影した映像とともに、市の行政情報を文字（テロップ）とナレーションを用いて伝えていた。
青森市のテレビ放送における広報活動の見直しに伴い、2013年3月31日放送分をもって終了した。

## ナレーター
- ATVの各アナウンサー